# Apollon Caillat
Apollon Caillat est un chef cuisinier, écrivain, bibliophile et érudit, mousquetaire des cuisiniers-écrivains des années folles comme l'écrivent Maguelonne Toussaint-Samat et Mathias Lair avec Philéas Gilbert, Prosper Montagné et Auguste Escoffier.
Il est classé dans Les grands nom de l'histoire culinaire aux côtés de Charles Monselet, Jean-Baptiste Reboul, Edouard Nignon, Porsper Montagné, Auguste Escoffier, Philéas Gilbert et Pierre Lacam. Sa réputation lui vaut le surnom de Frédéric Mistral culinaire.

## Biographie
Apollon Rosalin Caillat nait à Puget (Var) le 31 août 1857. Comme son ami Philéas Gilbert, il gravit tous les échelons de la profession et accumule une connaissance approfondie de la cuisine, de la diététique et de la gastronomie. Il fait son apprentissage en 1869 (à 12 ans) à Toulon, puis à Marseille (1872) Hôtel de Castillon suivi du Restaurant des Gourmets, il travaille en saison à Evian, Cannes, à Lyon où il fonde la Société des cuisiniers puis à l'Hôtel Europe d'Aix les Bains dont il devient le chef (1891) et où il est détaché au service de la reine Victoria lors de ses séjours. Il dirige ensuite pendant 15 ans la cuisine de l'Hôtel du Louvre et de la Paix à Marseille où il a pour commis Paul Thalamas. Il est reconnu comme un spécialiste de la cuisine provençale, l'Institut Appert lui attribue l'invention des Cannelloni sauce financière («qui sont un régal très apprécié des gourmets marseillais»). En 1886, il participe au Progrès des Cuisiniers, organe corporatiste de la Chambre syndicale ouvrière des cuisiniers.
Il devient ensuite inspecteur à la Société hôtelière de ravitaillement hôtelier des messageries maritimes pour le recrutement dans les navires, puis doyen des chefs de cuisine de Marseille.
Sa vie durant, comme Philéas Gilbert, il constitue une énorme bibliothèque riche de livres rares, de menus, d'eaux-fortes, de lithographies anciennes, des bibelots, de curiosités gastronomiques : 5200 volumes. Le Petit Marseillais donnait notamment parmi les œuvres rarissimes Le cuisinier François de François Pierre, dit la Varenne (1656), le livre de Bartolomeo Scappi, les cuisiniers des papes et la manière de servir les dîners aux conclaves (Opera dell'arte del cucinare, 1570), Galien traduit par Choen (1552), le Cuisinier Gascon (1740), les almanachs de cuisine, etc. Cette collection rejoindra celles de Léopold Mourier, Prosper Montagné à la Société mutuelle des Cuisiniers en 1935.

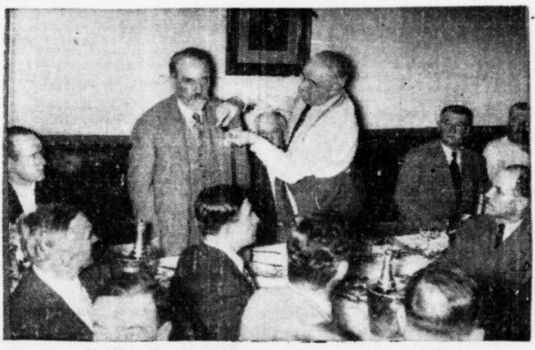
Remise de la Légion d'honneur à Apollon Caillat par M. Lavoix en présence des chefs marseillais (aout 1935).

Il décède en décembre 1940.

## Publications
- Apollon Caillat (préface Philéas Gilbert). 150 manières d'accommoder les sardines. Petit traité de cuisine. Marseille, Impr. Colbert, 87 p. 1898[18]. Réed. fac simile. Luzarches, éd. Daniel Morcrette, 30 septembre 1980[19].

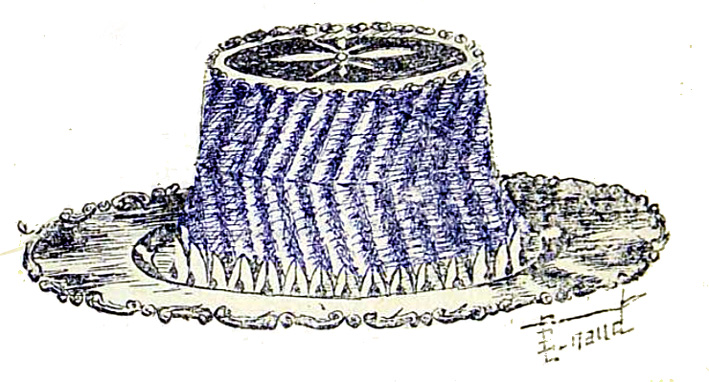
Timbale de sardines aux épinards, Caillat écrit que les épinards s'accordent bien avec les sardines (1898).

- A. Escoffier, Philéas Gilbert et Emile Fétu. Le Guide culinaire. Aide-mémoire de cuisine pratique. Flammarion, Paris, 1903, complété et réédité en 1907, 1912, 1921, Paris, Flammarion, 1948, 942 p. 2009; Paris, Édité par les Disciples d'Escoffier, préface de Michel Escoffier 2012.

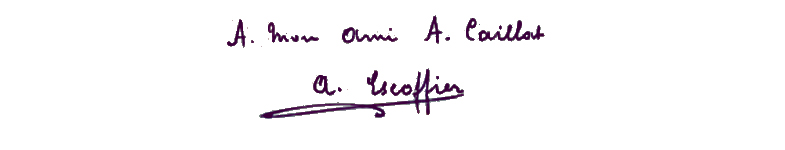
autographe d'Escoffier dans Les fleurs en cire. Paris, Bibliothèque de l’Art culinaire, 1910.

- Chatillon-Plessis. La vie à table à la fin du XIXe siècle: théorie, pratique et historique de gastronomie moderne. Paris. 1894. Salade Murger par A. Caillat[21].

- Articles dans l'Art culinaire: Il est cité par Gustave Garlin (1891) dans l'équipe de l'Art Culinaires[22]. La cuisine provençale 1895.

## Titres et décoration
- Chevalier de la Légion d'honneur. Apollon Caillat a été nommé chevalier de la Légion d'honneur en aout 1935[23], à titre du Ministère des Colonies.
- 1937 Croix d'officier de l'Éducation civique[24].
- Président d’honneur des Disciples d'Escoffier (Amicale des chefs cuisiniers de Marseille)[25].
- Président d’honneur de la Société de secours mutuels des cuisiniers de Marseille Le Vatel[4].

## Anthologie
- La Revue culinaire. 1930[26]

- Apollon Caillat, 150 manières d'accommoder les sardines. Marseille, Colbert. 1898